# 霍城站
霍城站（维吾尔语：قورغاس بېكىتى，拉丁维文：Qorghas békiti，原站名为水定站），位于中华人民共和国新疆维吾尔自治区伊犁哈萨克自治州霍城县，是精伊霍铁路上的火车站，于2009年12月18日启用並开通货运业务，2017年7月2日开通客运业务，由乌鲁木齐铁路局霍尔果斯站管辖。

## 車站结构

### 站房
霍城站总建筑面积3349平方米,候车厅总面积358.92平方米,候车座席135座,最高可容纳300名旅客同时候车。

## 歷史
- 2009年12月18日启用並开通货运业务。
- 2016年8月20日由水定站更名为霍城站。[9]
- 2017年7月2日开通客运业务。